# Nhơn Tân
Nhơn Tân là một xã thuộc thị xã An Nhơn, tỉnh Bình Định, Việt Nam.
Xã Nhơn Tân có diện tích 63,17 km², dân số năm 1999 là 7.036 người, mật độ dân số đạt 111 người/km².

## Hành chính
Xã Nhơn Tân được chia thành 5 thôn: Nam Tượng 1, Nam Tượng 2, Nam Tượng 3, Thọ Tân Bắc, Thọ Tân Nam.